# Borgarting
A Borgarting foi uma das tings mais importantes (Lagting) da Noruega medieval. Foi nomeado em razão da sua sede, a cidade de Borg (hoje Sarpsborg), e foi criada antes de 1164, quando absorveu os distritos Grenland e Telemark. A ting abrangia a região costeira da fronteira sudeste com a Suécia, para o oeste para Risør (de hoje).